# ライズ オブ ザ トゥームレイダー
『ライズ オブ ザ トゥームレイダー』(原題：Rise of the Tomb Raider)は、2015年発売のサバイバルアクションゲーム。1996年から続くゲームシリーズである『トゥームレイダー』のリブート作品『トゥームレイダー (2013年のゲーム)』の続編である。略称は『RotTR』。

## 概要
当初はMicrosoftとの専属契約をスクウェア・エニックスが交わしたことにより、Xbox OneとXbox 360のみでの発売がなされることとなった。Xbox One/Xbox 360版は、北米では2015年11月10日、日本では同年11月12日に発売すると発表した。
しかしその後、続編は時限的独占契約であることをMicrosoftが発表し、今後PlayStation 4及びPCでも発売することを追加発表した。なお、PS4版は翌年2016年のホリデーシーズンに、PC版は同年初頭に発売することが予定されていたが、北米および全世界では2016年10月11日に、日本では同年10月13日に発売することが発表された。
PlayStation 4版はPlayStation VRに対応した新コンテンツ「一族の系譜」が追加される。またPlayStation 4 Proでプレイした場合は4Kに対応する。また、Xbox版とPC版にもVR対応を除く同内容のダウンロードコンテンツ「20 Year Celebration Pack」が配信された。

## ストーリー
プロローグ
邪馬台国の孤島から生還したララ・クロフトは、親友だったサムとの親交もなくなり、相棒のジョナ・マイアヴァと共に古代遺跡の冒険の日々を送っていた。
ララは、孤島で目撃した不死の軍団「嵐の防人」の存在から、父のクロフト卿が研究していた不死の秘密「神秘の源」が、本当に存在するのではないかと考えていた。父が正しかったことを証明するために、かつて父の助手をしていたアナの反対を押し切って、父の研究書に書かれていた「預言者」を追ってシリアに向かう。
シリア
ララはシリアで預言者の墓と思われる遺跡へと潜入し、そこで預言者の空の棺と、神秘の源がシベリアにあることを示す手がかりを発見する。しかし、そこに謎の組織「トリニティ」の武装兵が現れ、襲われてしまう。コンスタンティンと呼ばれる男が率いる武装兵と戦い、命からがら脱出したララは、預言者の足跡を追ってシベリアのウラル山脈に向かう。
シベリアのウラル山脈
ウラル山脈を登山中、ララとジョナは雪崩に遭いはぐれてしまう。ララは神秘の源があるという失われた都市「キーテジ」を探して単身で探索を進めるが、またもトリニティの武装兵に襲われる。また、道中で自分に敵意を向ける赤髪の女性に出会い、ここから立ち去るよう警告される。その後、探索中に野生の熊に襲われ、なんとか撃退したが崖下に転落。意識を失ってしまう。
意識を取り戻したララは、旧ソ連の基地でトリニティに拘束されていた。そこでアナに再会し、彼女がトリニティのスパイであり、武装兵を率いるコンスタンティンの姉であることが判明。その後、ララは牢に入れられるが、そこで同じく牢に捕まっていたジェイコブという男と出会う。ジェイコブはララに、神秘の源への道を教えることを条件に脱出への協力を持ちかける。二人は牢から脱獄し、武装兵と戦いながらも何とか基地からの脱出に成功する。
地熱谷の集落
基地を脱出後、ララは地熱谷の集落を訪れる。そこで、赤髪の女性と再会し、再び自分に敵意を向けてくるが、ジェイコブの説得で矛を収める。ジェイコブはこの集落の先導者で、赤髪の女性ソフィアは彼の娘だった。ジェイコブと集落の戦士たちは、トリニティと戦うための準備を進め、ララにも共に戦ってほしいと話す。ララは神秘の源をトリニティの手に渡さないため、戦う決意を固める。

## 登場人物

### 主要人物
ララ・クロフト (Lara Croft)
日本語版声優 - 甲斐田裕子
本作の主人公。考古学者で遺跡探検家。前回の過酷な冒険により、今回はより様々なスキルを持つようになっており、精神的にも成長している。
父が研究していた「神秘の源」が実在することを確かめ、父が正しかったことを証明するため、失われた都市「キーテジ」を探す冒険に出る。
ジョナ・マイアヴァ (Jonah Maiava)
日本語版声優 - 金光祥浩
前作でララと共に孤島から生還した元エンジュランス号のシェフ。相棒としてララに同行するが、雪崩に遭いララと逸れてしまう。その後、ジェイコブに助けられてララと再会するも、トリニティーの襲撃に遭い拉致されてしまう。熾烈な尋問を受けていたが、ララが救出にきた際にコンスタンティンに腹を刺されて生死を彷徨う。しかし、ジェイコブの持つ「奇跡の力」によって回復し、無事に生還した。

### 地熱谷の集落
ジェイコブ (Jacob)
地熱谷の集落の指導者。トリニティによって旧ソ連の基地に捕まっていたが、ララに助けられ、彼女を神秘の源へと導いていく。その正体は、数世紀にも渡って生き続けてきた「不老の存在」であり、ララやその父のクロフト卿が探していた『預言者』その人。『不滅隊』と呼ばれる不死の兵士を作り出したり、自他問わず怪我を治癒させることができる「奇跡の力」を持っている。
物語終盤で不滅隊の攻撃を受け致命傷を負ってしまい、ララから神秘の源で回復を促されるも、これを拒否。最終的にララが神秘の源を破壊したことにより、不滅隊と共に塵になり、その長い命を終えた。
彼の名ジェイコブは、ヘブライ語起源のヤコブに由来する英語の姓名であり、旧約聖書の「ヤコブ」を象徴しているものと思われる。
ソフィア (Sofia)
ジェイコブの娘。当初はトリニティが襲ってきていることもあり、よそ者のララに対して敵意を持っていたが、ジェイコブに味方であることを知らされ、トリニティ相手に共闘したことで少しずつララを信頼するようになる。

### トリニティ
コンスタンティン (Konstantin)
トリニティの幹部。アナの弟であり、神秘の源で彼女の命を救うため、トリニティの命に従いながらも組織を出し抜こうとしている。本作におけるラスボス。
アナ (Ana)
かつてクロフト卿の助手をしていた女性。クロフト卿とは助手を超えた深い関係にあった。ララとも親しい間柄であるが、その正体はトリニティのスパイ。何らかの病で余命が短い様子で、延命のため神秘の源を求めていたが、ララが神秘の源を破壊したことで目論見は失敗に終わる。
帰路につく途上でララからクロフト卿の死の真相を問い質されるものの、核心を述べようとしたところを何者かによって口封じのため射殺された。

### クロフト家
リチャード・クロフト卿 (Richard Croft)
ララの父親で、考古学者。故人。遺跡探検家でもあり、実業家としても成功していた。「神秘の源」を長年研究していたが、トリニティに暗殺された。アナとは深い関係にあった。
アメリア・クロフト（Amelia Croft）
ララの母親。故人。夫とは愛し合っていたものの、冒険にかかりきりで家に帰らず、家族を省みない夫リチャードのことを責めていた。

## 用語
神秘の源
古代の物質で、それを直に見た者は不死の力を得られると言われている。神の魂の破片とも言われており、ララの父クロフト卿が長年研究していた。ビザンティン帝国の時代にジェイコブにより発見され、彼はそれを見つめたことで不死の力を得て、預言者となった。シベリアにある失われた都市「キーテジ」にあるとされている。
キーテジ
ロシア正教古儀式派の伝説にある失われた都市で、聖地とされている。ニジェゴロド州の北部にあるとされた。13世紀モンゴル帝国の侵攻から逃れたロシア正教徒によって造られ、古い純正な信仰が保たれているとされた。そして17世紀のニーコンによるいわゆる改革によって弾圧された、ロシア正教古儀式派（旧教徒）たちの一部によって理想郷と信じられ、捜索の対象とされた。
作中ではシベリアのウラル山脈の氷河の下にある。神秘の源が隠されているとされており、不滅隊が都市を守っている。
アトラス
古代人によって作られた地図。正十面体の形をしており、光を通して壁などに地図を映し出す。失われた都市「キーテジ」の場所を知る手がかり。
不滅隊
キーテジを守っている屈強な不死の兵士たち。前作に登場した「嵐の防人」に似ているが、西洋の甲冑のような外見をしている。倒されると一瞬にして灰になり消えてしまう。

## 評価・受賞
- ゴールデンジョイスティックアワード2016にてXboxゲームオブジイヤーを受賞。

## 続編
2015年のゲームズコムで、 スクウェアエニックスが誤ってリブートシリーズの3作目のゲームの開発を明らかにした。
2018年9月14日に『シャドウ オブ ザ トゥームレイダー』として発売。リブートシリーズ3部作の完結編となる。